# Leslie Howarth
Pour les articles homonymes, voir Howarth.
Leslie Howarth (23 mai 1911 - 22 septembre 2001) est un mathématicien britannique qui s'occupe de dynamique des fluides et d'aérodynamique.

## Biographie
(août 2022).
Howarth fait ses études à la Accrington Grammar School, d'où il déménage pour l'université de Manchester avec Sydney Goldstein, puis à l'université de Cambridge (Caius and Gonville College) avec une licence en 1933 puid un doctorat en 1936, avec une thèse intitulée « Problems Of Fluid Flow ». Leslie épouse Eva Priestley alors qu'il est encore étudiant en recherche. Par la suite, il est chargé de cours au King's College de Cambridge. En 1937-1938, il est avec Theodore von Kármán à Caltech. Pendant la Seconde Guerre mondiale, il travaille d'abord en balistique et à partir de 1942 au Département de recherche sur l'armement. Après la guerre, il est maître de conférences au St John's College de Cambridge, où Abdus Salam est l'un de ses étudiants, et à partir de 1949, professeur de mathématiques appliquées à l'université de Bristol. En 1964, il devient professeur Henry Overton Wills et directeur de la faculté de mathématiques. De 1957 à 1960, il est doyen de la Faculté des sciences. En 1976, il devient professeur émérite.

## Recherches
Haworth s'est particulièrement occupé de la théorie des couches limites. Un travail avec Theodore von Kármán en 1938 portait sur la turbulence isotrope, en relation avec Geoffrey Ingram Taylor.

## Prix et distinctions
En 1935, Haworth reçoit le Prix Smith et en 1951 le Prix Adams. En 1950, il devient membre de la Royal Society. En 1955, il est décoré de l'Ordre de l'Empire britannique.

## Publications
- Laminar Boundary Layers, in Flügge, Truesdell (éd.) Handbuch der Physik VIII/1, Strömungsmechanik 1, Springer Verlag 1959.
- Modern developments in fluid dynamics: high speed flow, Clarendon Press 1953.

## Vie privée
En 1934, Howarth épouse Eva Priestley, avec qui il a deux fils.